# Moffen
Moffen è un'isola della Norvegia, nell'arcipelago delle isole Svalbard, all'81º parallelo, situata circa 20 km a nord dell'isola più grande dell'arcipelago, Spitsbergen.
L'isoletta misura 6 km², è lunga 3 chilometri e larga 2.
L'isola fu scoperta da cacciatori di balene olandesi che le diedero il nome moffen, un termine dispregiativo per definire i tedeschi
L'isola fa parte ed è una riserva del Parco nazionale Nordvest-Spitsbergen.
Sull'isola uno vive una rilevante colonia di trichechi ed è luogo di nidificazione di numerose specie di uccelli.